# Mongol (film, 2007)
Pour les articles homonymes, voir Mongol (homonymie).
Pour plus de détails, voir Fiche technique et Distribution.
Mongol (Монгол) est un film historique, biographique et dramatique réalisé par Sergueï Bodrov et sorti en 2007 en Mongolie, le 10 février 2008 aux États-Unis, le 9 avril 2008 en France et le 7 mai 2008 en Belgique. Coproduction russe, allemande, kazakhe et mongole, il retrace la vie de Gengis Khan, fondateur de la nation mongole.
On y voit différents paysage de la Mongolie et de l'époque de Empire tangoute.

## Synopsis
Le film (semi-historique) raconte l'incroyable destinée de Gengis Khan. De son vrai nom Temujin, ce chef des Mongols fut l'un des plus grands conquérants de l'histoire. Entre la fin du XIIe siècle et le début du XIIIe siècle, il réussit à unir les tribus turques et mongoles et créa un empire largement supérieur en taille à celui d'Alexandre le Grand.

## Fiche technique
- Titre : Mongol
- Titre original : Монгол
- Réalisateur : Sergueï Bodrov
- Scénariste : Arif Aliyev et Sergueï Bodrov
- Musique: Tuomas Kantelinen, Altan Urag
- Directeur de la photographie : Rogier Stoffers et Sergei Trofimov
- Monteurs : Zach Staenberg et Valdís Óskarsdóttir
- Chef décorateur : Dashi Namdakov
- Genre : aventure
- Durée : 120 min
- Année de production : 2007
- Dates de sortie :
  -  10 février 2008 aux États-Unis
  -  9 avril 2008 en France
  -  7 mai 2008 en Belgique
- Box office :  264 995 entrées[2]

## Distribution
- Tadanobu Asano (VF : Boris Rehlinger) : Gengis Khan / Temüjin
  - Odnyam Odsuren : Temüjin, jeune
- Sun Honglei (en) (VF : Pierre-François Pistorio) : Jamukha
  - Amarbold Tuvshinbayar : Jamukha, jeune
- Chuluuny Khulan (en) (VF : Céline Mauge) : Börte
  - Bayertsetseg Erdenebat : Börte, jeune
- Amadu Mamadakov : Targutai
- Ba Sen (en) : Esugei
- Aliya (VF : Catherine Hamilty) : Oelun
- Sai Xing Ga : Chiledu
- Bu Ren : Taichar
  - Ba De Rong Gui : Taichar, jeune
- Deng Ba Te Er : Daritai
- He Qi : Dai-Sechen
- Zhang Jiong : le chef de la garnison Tangoute
- Tegen Ao : Charkhu
- Bao Di : Todoen
- You Er : Sorgan-Shira
- Ba Yin Qi Qi Ge : Temulun
- Li Jia Qi : Mungun
- Su Ya La Su Rong : Girkhai
- Ba Te : Khasar
- Ba Ti (VF : Tom Trouffier) : Dzhuchi
- Huntun Ba Tu (VF : Günther Germain) : Altan
- Ji Ri Mu Tu : Boorchu
- Tunga : Sochikhel
- Ying Bai : le marchand avec un anneau d'or
- Sun Ben Hon : le moine

 Source et légende : version française (VF) sur RS Doublage

## Budget
20.000.000 US$

## Nominations et récompenses
- Mongol est sélectionné dans la catégorie « meilleur film étranger » aux Oscars 2008
- Mongol est nommé dans la catégorie « Carlo di Palma Prix européen de la photographie » et « prix du public pour le meilleur film européen » aux Prix du cinéma européen (vingtième édition)
- Nika Award
  - Nika Award de la meilleure photographie : Rogier Stoffers et Sergey Trofimov
  - Nika Award du meilleur film
  - Nika Award du meilleur costume : Karin Lohr
  - Nika Award du meilleur décors : Dashi Namdakov et Yelena Zhukova
  - Nika Award du meilleur réalisateur : Sergueï Bodrov
  - Nika Award du meilleur son : Stephan Konken
- Asian Film Awards (seconde édition)
  - Asian Film Awards du meilleur acteur dans un second rôle : Sun Hong-Lei
- Golden Eagle awards (sixième édition)
  - Golden Eagle awards du meilleur costume : Karin Lohr
  - Golden Eagle awards du meilleur son : Stephan Konken